# Liste der Bodendenkmale in Roskow
Die Liste der Bodendenkmale in Roskow enthält alle Bodendenkmale der brandenburgischen Gemeinde Roskow und ihrer Ortsteile auf der Grundlage der Landesdenkmalliste vom 31. Dezember 2020.
Die Baudenkmale sind in der Liste der Baudenkmale in Roskow aufgeführt.
| Gemarkung      | Flur    | Kurzansprache                                                                          | Bodendenkmalnummer | Bemerkung | Bild |
| -------------- | ------- | -------------------------------------------------------------------------------------- | ------------------ | --------- | ---- |
| Grabow ()      | 2       | Wüstung deutsches Mittelalter                                                          | 30133              |           |      |
| Grabow ()      | 2       | Dorfkern Mittelalter, Dorfkern Neuzeit                                                 | 30158              |           |      |
| Lünow (Lage)   | 1, 2, 4 | Dorfkern Neuzeit, Dorfkern deutsches Mittelalter, Siedlung Ur- und Frühgeschichte      | 30167              |           |      |
| Lünow (Lage)   | 4       | Gräberfeld römische Kaiserzeit                                                         | 30170              |           |      |
| Roskow (Lage)  | 1       | Dorfkern deutsches Mittelalter, Dorfkern Neuzeit, Schloss Neuzeit                      | 30914              |           |      |
| Roskow (Lage)  | 4       | Siedlung slawisches Mittelalter, Siedlung Ur- und Frühgeschichte                       | 30928              |           |      |
| Weseram (Lage) | 5       | Siedlung slawisches Mittelalter, Siedlung Urgeschichte, Siedlung deutsches Mittelalter | 30380              |           |      |
| Weseram (Lage) | 1       | Dorfkern Neuzeit, Dorfkern deutsches Mittelalter                                       | 30381              |           |      |